# Liste der Studentenverbindungen in Mannheim
Die Liste der Studentenverbindungen in Mannheim verzeichnet die aktiven, suspendierten und erloschenen Studentenverbindungen in Mannheim, welche unterschiedlichen Korporationsverbänden angehören. Ca. 10 sind aktuell an den Hochschulen Mannheims ansässig. Die Universität Mannheim zählt – 1907 als Handelshochschule gegründet und 1967 zur Universität erhoben – zu den jüngeren Universitäten Deutschlands. Die Hochschule Mannheim (FH) entstand im Jahr 2006 durch die Fusion der Fachhochschule Mannheim – Hochschule für Technik und Gestaltung und der Fachhochschule für Sozialwesen und wurde 2025 in Technische Hochschule Mannheim umbenannt.

## Aktive Verbindungen
Die Sortierung erfolgt nach dem Gründungsdatum.
|  |
|  |
|  |
|  |
|  |
|  |

|  |
|  |
|  |
|  |
|  |

|  |
|  |
|  |
|  |
|  |

|  |
|  |
|  |
|  |
|  |

|  |
|  |
|  |
|  |
|  |

|  |
|  |
|  |
|  |
|  |

|  |
|  |
|  |
|  |
|  |

|  |
|  |
|  |
|  |
|  |

|  |
|  |
|  |
|  |
|  |

|  |
|  |
|  |
|  |
|  |

f.f. = farbenführend, wenn nicht angegeben dann farbentragend

## Suspendierte, verlegte und erloschene Verbindungen
Die Sortierung erfolgt nach dem Gründungsdatum.
|  |
|  |
|  |
|  |
|  |

|  |
|  |
|  |